# Hrušica (Ilirska Bistrica, Slovenija)
Hrušica je naselje u slovenskoj Općini Ilirskoj Bistrici. Hrušica se nalazi u pokrajini Notranjskoj i statističkoj regiji Notranjsko-kraškoj. 

## Stanovništvo
Prema popisu stanovništva iz 2002. godine naselje je imalo 258 stanovnika.